# Durban (Gers)
Pour les articles homonymes, voir Durban (homonymie).
Cet article concerne la ville française. Pour la ville d'Afrique du Sud, voir Durban.
Durban (Durban en gascon) est une commune française située dans le sud du département du Gers, en région Occitanie. Sur le plan historique et culturel, la commune est dans le pays d'Astarac, un territoire du sud gersois très vallonné, au sol argileux, qui longe le plateau de Lannemezan.
Exposée à un climat océanique altéré, elle est drainée par le Sousson, le Cédon et par divers autres petits cours d'eau. La commune possède un patrimoine naturel remarquable composé de trois zones naturelles d'intérêt écologique, faunistique et floristique.
Durban est une commune rurale qui compte 136 habitants en 2022, après avoir connu un pic de population de 531 habitants en 1831.  Elle fait partie de l'aire d'attraction d'Auch. Ses habitants sont appelés les Durbannais ou  Durbannaises.

## Géographie

### Localisation

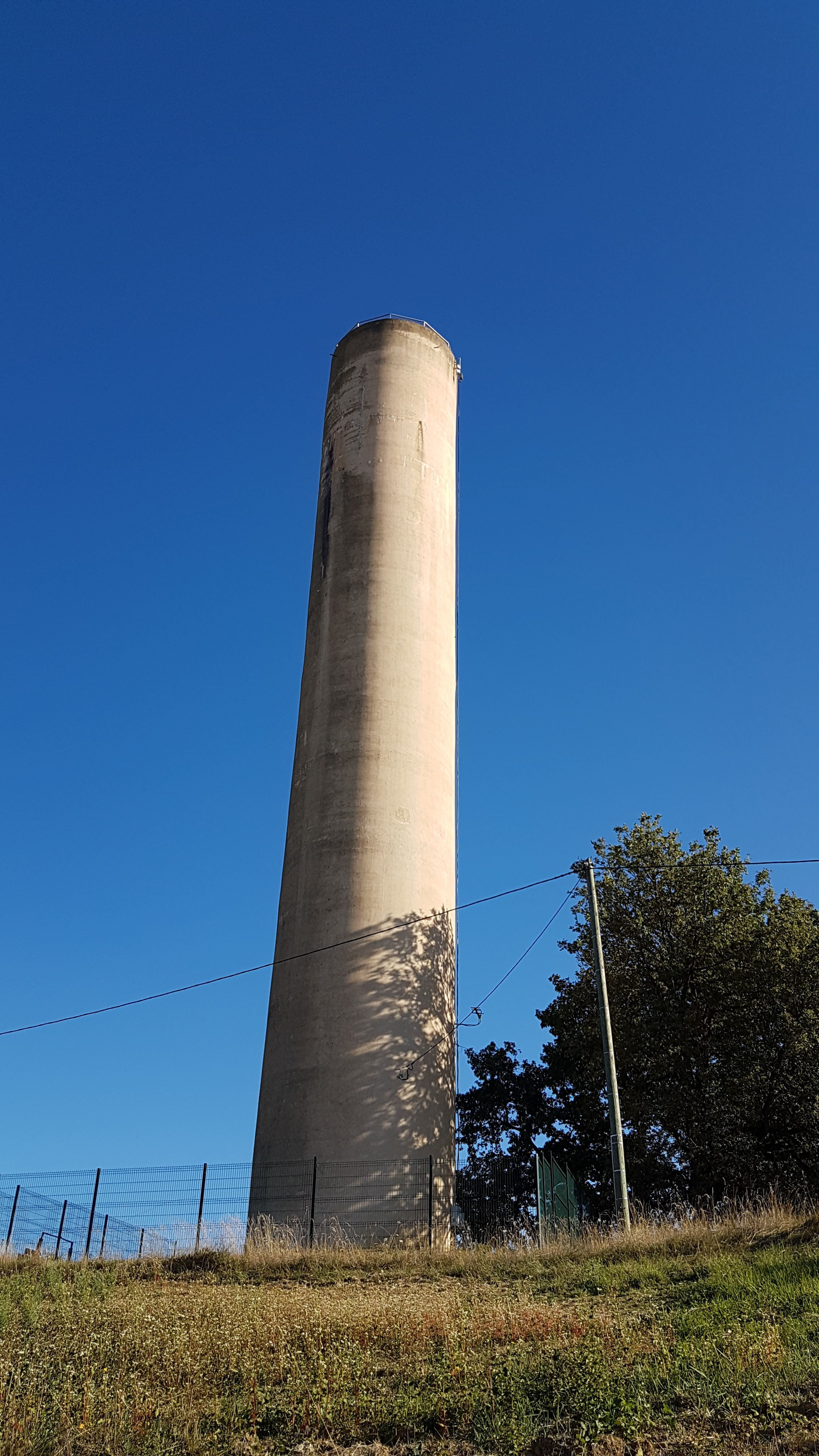
Le château d'eau de Cabarrieu.

La commune de Durban se situe dans le canton d'Auch-Sud-Ouest et dans l'Arrondissement de Mirande, dans l'aire d'attraction d'Auch, dans la vallée du Cédon. Elle se trouve à 15 km au sud d'Auch. Historiquement, Durban fait partie de l'Astarac.

### Communes limitrophes
Les communes limitrophes sont  Labéjan, Lasseube-Propre, Orbessan, Ornézan, Saint-Jean-le-Comtal, Sansan et Seissan.
| Saint-Jean-le-Comtal | Lasseube-Propre | Orbessan |
| Labéjan              | Durban          | Sansan   |
|                      | Seissan         | Ornézan  |

### Géologie et relief
L'altitude de la commune varie entre 155 et 270 mètres.
Durban se situe en zone de sismicité 2 (sismicité faible).

### Hydrographie

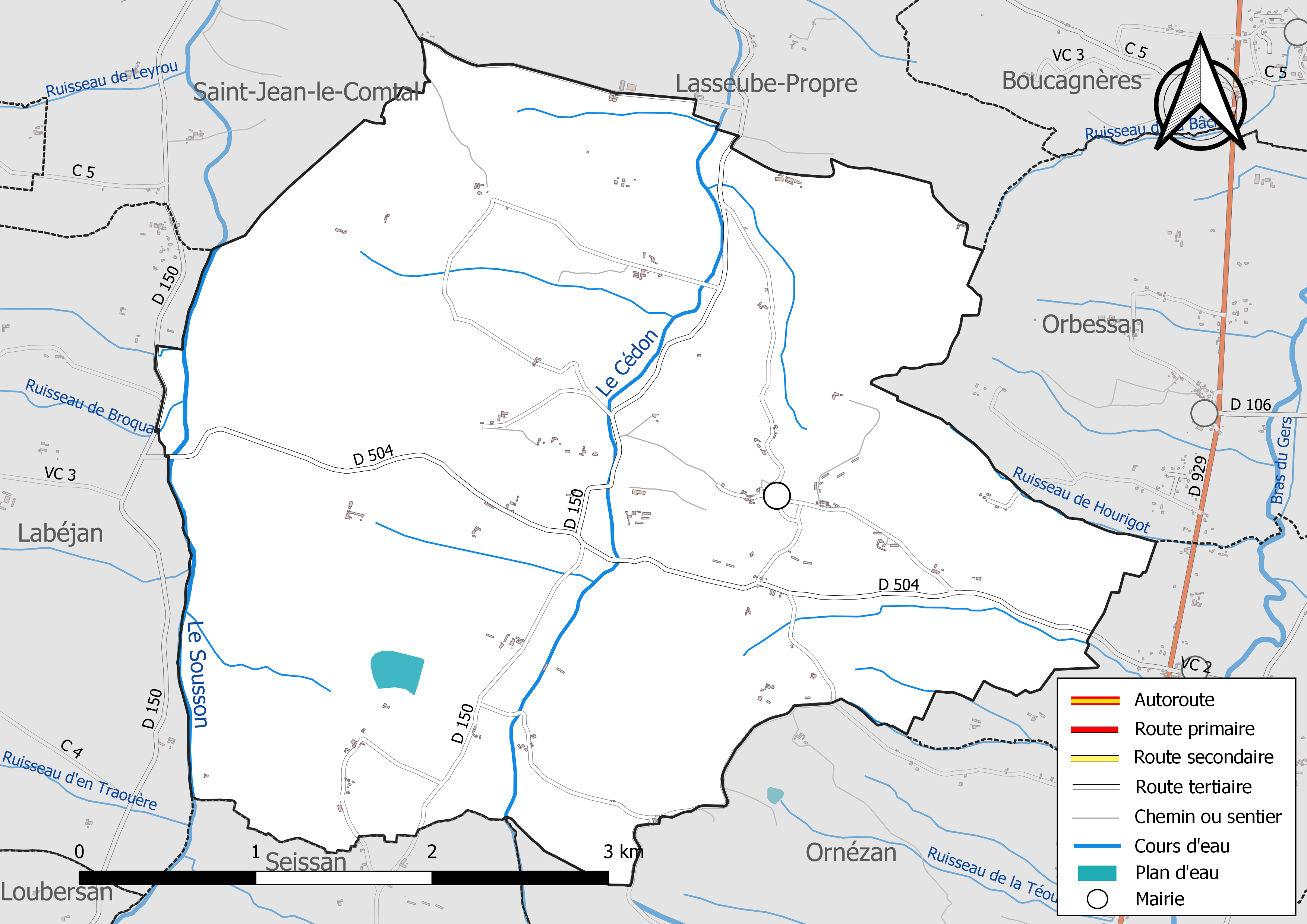
Réseaux hydrographique et routier de Durban.

La commune est dans le bassin de la Garonne, au sein du bassin hydrographique Adour-Garonne. Elle est drainée par le Sousson, le Cédon, le ruisseau de Broqua, le ruisseau de Hourigot, le ruisseau de Larroque, le ruisseau du Bois du Turc et par divers petits cours d'eau, qui constituent un réseau hydrographique de 18 km de longueur totale,.
Le Sousson, d'une longueur totale de 33,8 km, prend sa source dans la commune d'Aujan-Mournède et s'écoule vers le nord. Il traverse la commune et se jette dans le Gers à Auch, après avoir traversé 15 communes.
Le Cédon, d'une longueur totale de 18,6 km, prend sa source dans la commune de Lourties-Monbrun et s'écoule vers le nord. Il traverse la commune et se jette dans le Gers à Pavie, après avoir traversé 8 communes.

### Climat
Pour des articles plus généraux, voir Climat de l'Occitanie et Climat du Gers.
En 2010, le climat de la commune est de type climat océanique altéré, selon une étude s'appuyant sur une série de données couvrant la période 1971-2000. En 2020, Météo-France publie une typologie des climats de la France métropolitaine dans laquelle la commune est toujours exposée à un climat océanique altéré et est dans la région climatique Aquitaine, Gascogne, caractérisée par une pluviométrie abondante au printemps, modérée en automne, un faible ensoleillement au printemps, un été chaud (19,5 °C), des vents faibles, des brouillards fréquents en automne et en hiver et des orages fréquents en été (15 à 20 jours).
Pour la période 1971-2000, la température annuelle moyenne est de 12,9 °C, avec une amplitude thermique annuelle de 14,7 °C. Le cumul annuel moyen de précipitations est de 793 mm, avec 9,6 jours de précipitations en janvier et 6,1 jours en juillet. Pour la période 1991-2020, la température moyenne annuelle observée sur la station météorologique la plus proche, située sur la commune d'Auch à 12 km à vol d'oiseau, est de 13,5 °C et le cumul annuel moyen de précipitations est de 695,8 mm,. Pour l'avenir, les paramètres climatiques de la commune estimés pour 2050 selon différents scénarios d’émission de gaz à effet de serre sont consultables sur un site dédié publié par Météo-France en novembre 2022.

### Milieux naturels et biodiversité
L’inventaire des zones naturelles d'intérêt écologique, faunistique et floristique (ZNIEFF) a pour objectif de réaliser une couverture des zones les plus intéressantes sur le plan écologique, essentiellement dans la perspective d’améliorer la connaissance du patrimoine naturel national et de fournir aux différents décideurs un outil d’aide à la prise en compte de l’environnement dans l’aménagement du territoire.
Deux ZNIEFF de type 1 sont recensées sur la commune :
les « coteaux du Cédon » (272 ha), couvrant 3 communes du département, et 
les « coteaux du Sousson » (772 ha), couvrant 6 communes du département
et une ZNIEFF de type 2, : 
les « coteaux du Sousson de Samaran à Pavie » (2 695 ha), couvrant 14 communes du département.

Carte des ZNIEFF de type 1 et 2 à Durban.
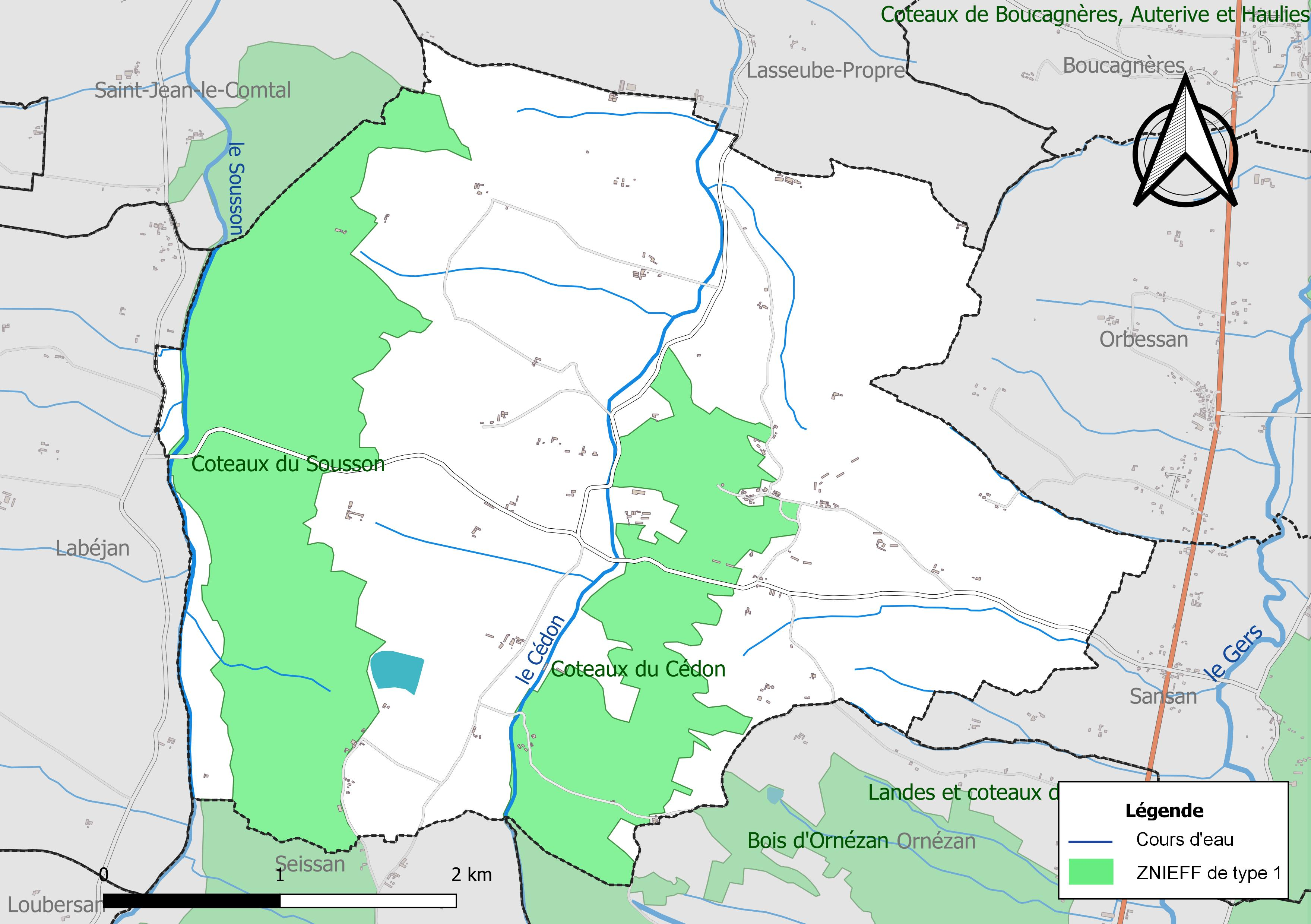
Carte des ZNIEFF de type 1 sur la commune.
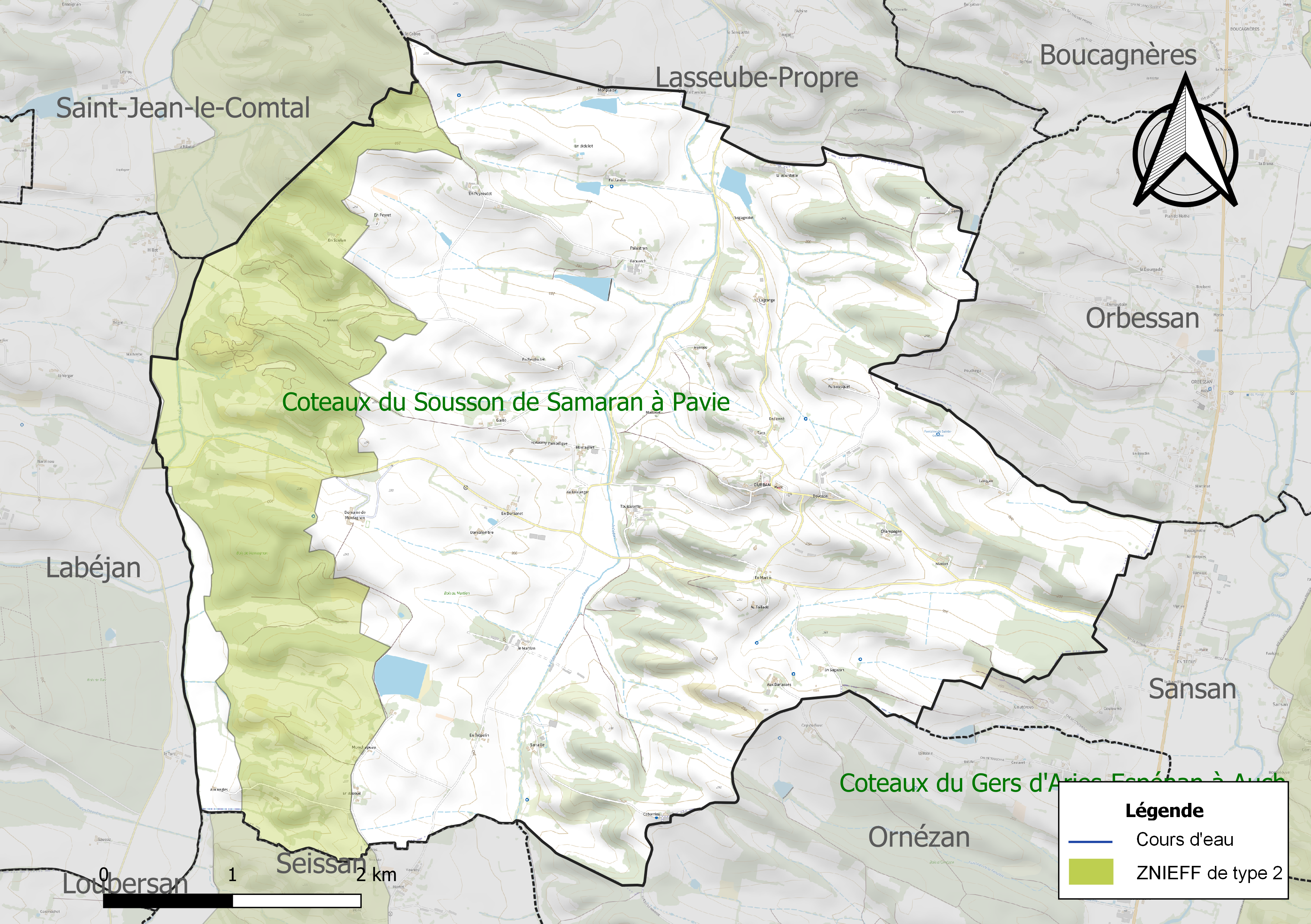
Carte de la ZNIEFF de type 2 sur la commune.

## Urbanisme

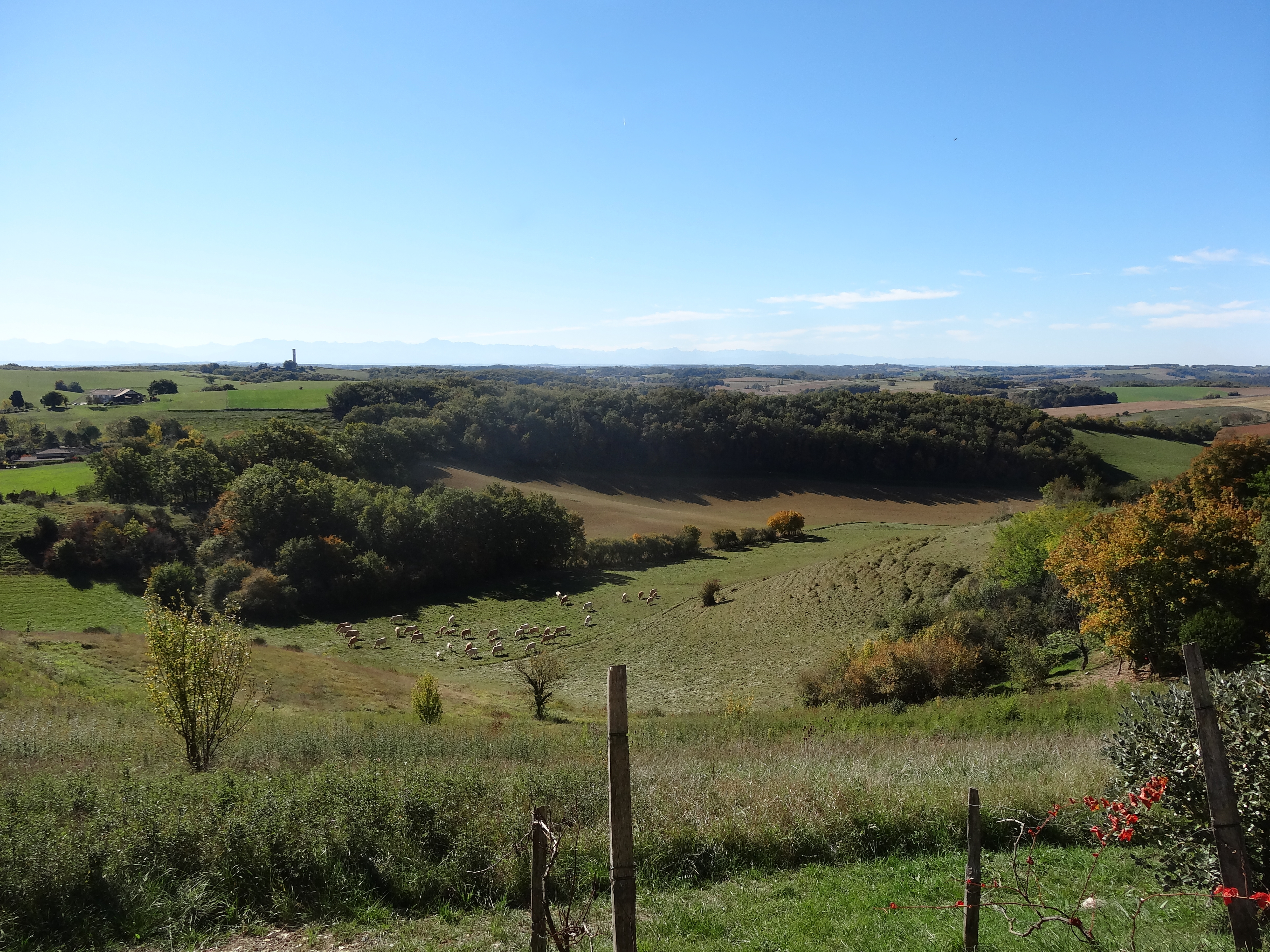
Point de vue depuis le village. La commune s'inscrit dans un cadre rural.

### Typologie
Au 1er janvier 2024, Durban est catégorisée commune rurale à habitat très dispersé, selon la nouvelle grille communale de densité à sept niveaux définie par l'Insee en 2022.
Elle est située hors unité urbaine. Par ailleurs la commune fait partie de l'aire d'attraction d'Auch, dont elle est une commune de la couronne,. Cette aire, qui regroupe 112 communes, est catégorisée dans les aires de 50 000 à moins de 200 000 habitants,.

### Occupation des sols
L'occupation des sols de la commune, telle qu'elle ressort de la base de données européenne d’occupation biophysique des sols Corine Land Cover (CLC), est marquée par l'importance des territoires agricoles (84,7 % en 2018), en augmentation par rapport à 1990 (78,3 %). La répartition détaillée en 2018 est la suivante : 
terres arables (52,9 %), zones agricoles hétérogènes (16,5 %), prairies (15,3 %), forêts (11,2 %), milieux à végétation arbustive et/ou herbacée (4,1 %). L'évolution de l’occupation des sols de la commune et de ses infrastructures peut être observée sur les différentes représentations cartographiques du territoire : la carte de Cassini (XVIIIe siècle), la carte d'état-major (1820-1866) et les cartes ou photos aériennes de l'IGN pour la période actuelle (1950 à aujourd'hui).

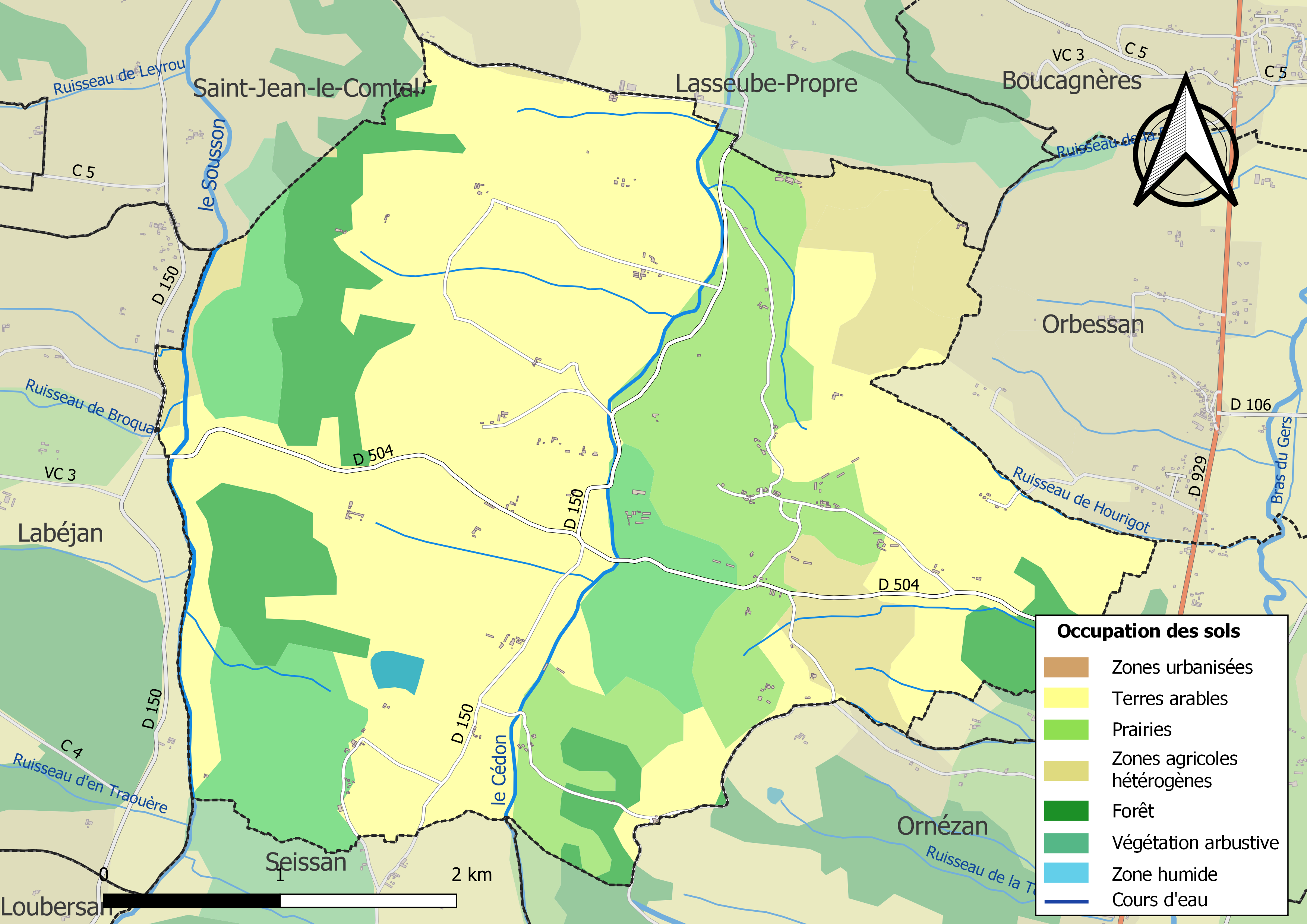
Carte des infrastructures et de l'occupation des sols de la commune en 2018 (CLC).

### Risques majeurs
Le territoire de la commune de Durban est vulnérable à différents aléas naturels : météorologiques (tempête, orage, neige, grand froid, canicule ou sécheresse) et séisme (sismicité faible). Un site publié par le BRGM permet d'évaluer simplement et rapidement les risques d'un bien localisé soit par son adresse soit par le numéro de sa parcelle.

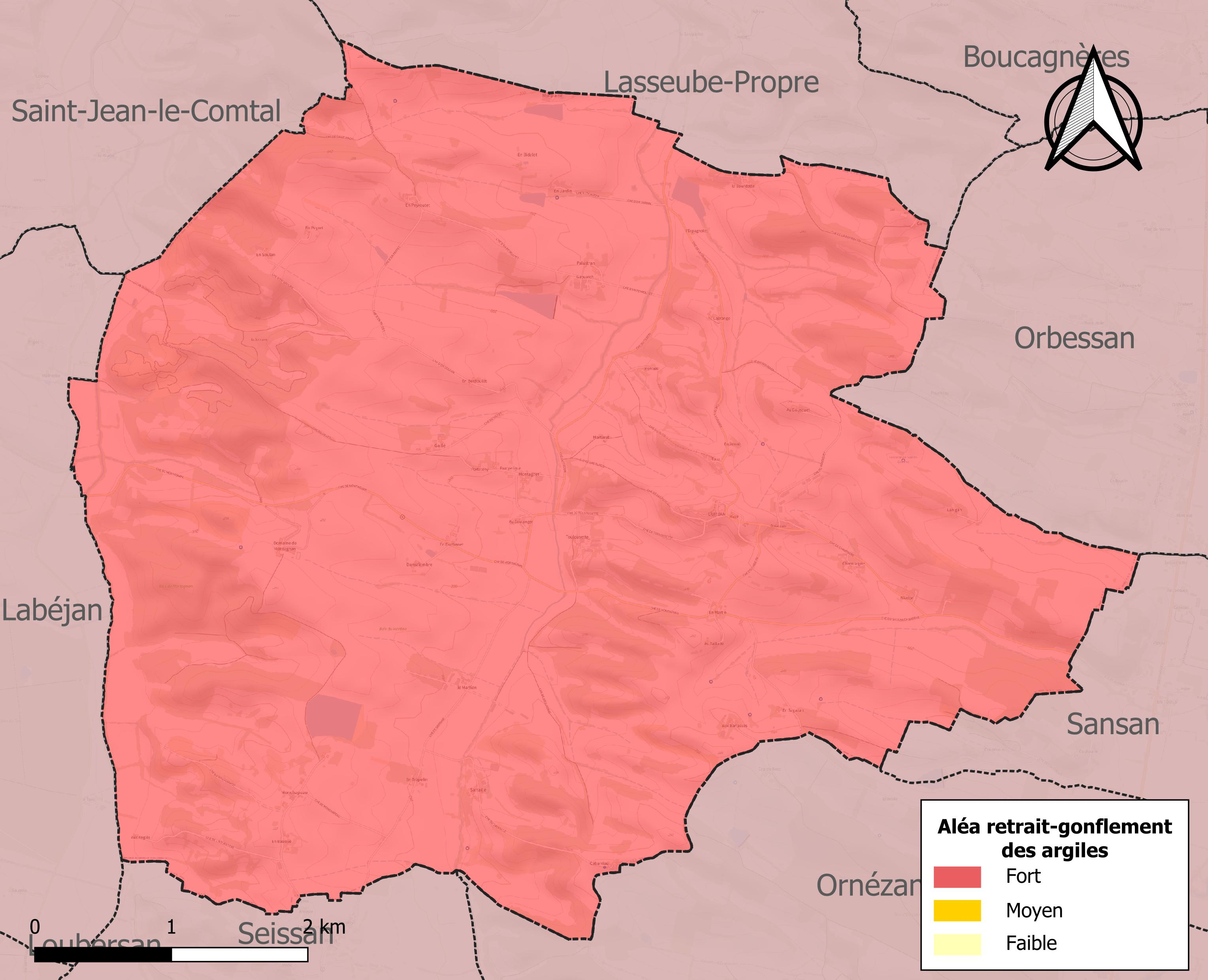
Carte des zones d'aléa retrait-gonflement des sols argileux de Durban.

Le retrait-gonflement des sols argileux est susceptible d'engendrer des dommages importants aux bâtiments en cas d’alternance de périodes de sécheresse et de pluie. La totalité de la commune est en aléa moyen ou fort (94,5 % au niveau départemental et 48,5 % au niveau national). Sur les 76 bâtiments dénombrés sur la commune en 2019, 76 sont en aléa moyen ou fort, soit 100 %, à comparer aux 93 % au niveau départemental et 54 % au niveau national. Une cartographie de l'exposition du territoire national au retrait gonflement des sols argileux est disponible sur le site du BRGM,.
Par ailleurs, afin de mieux appréhender le risque d’affaissement de terrain, l'inventaire national des cavités souterraines permet de localiser celles situées sur la commune.
La commune a été reconnue en état de catastrophe naturelle au titre des dommages causés par les inondations et coulées de boue survenues en 1995, 1999, 2003 et 2009. Concernant les mouvements de terrains, la commune a été reconnue en état de catastrophe naturelle au titre des dommages causés par la sécheresse en 1989, 2002 et 2016 et par des mouvements de terrain en 1991 et 1999.

## Toponymie
Le nom peut être issu du gaulois duro ou du latin dūrum « fortification » avec le gaulois *banno, « corne, pointe ».

## Histoire

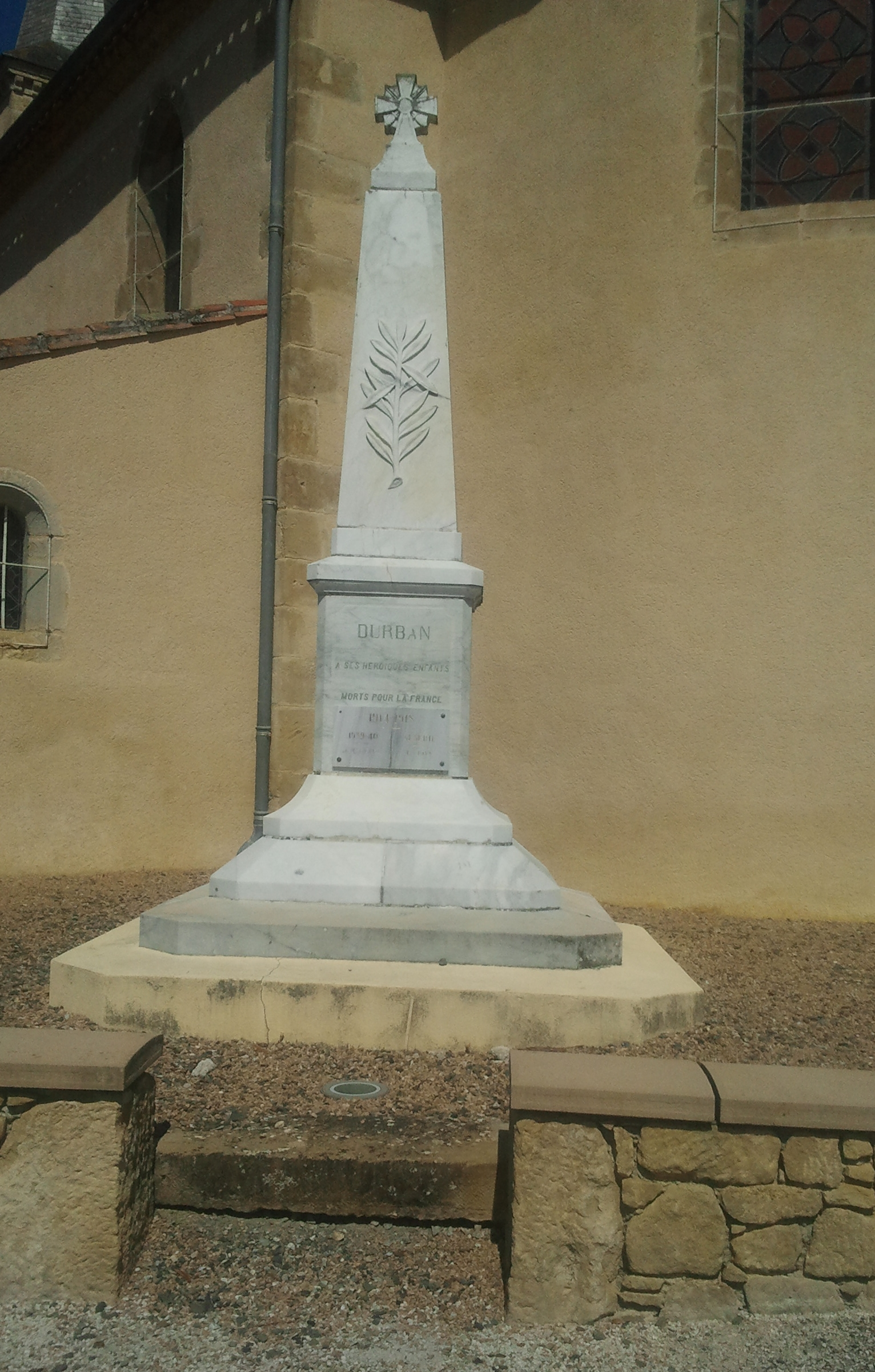
Monument aux morts.

## Politique et administration

### Liste des maires

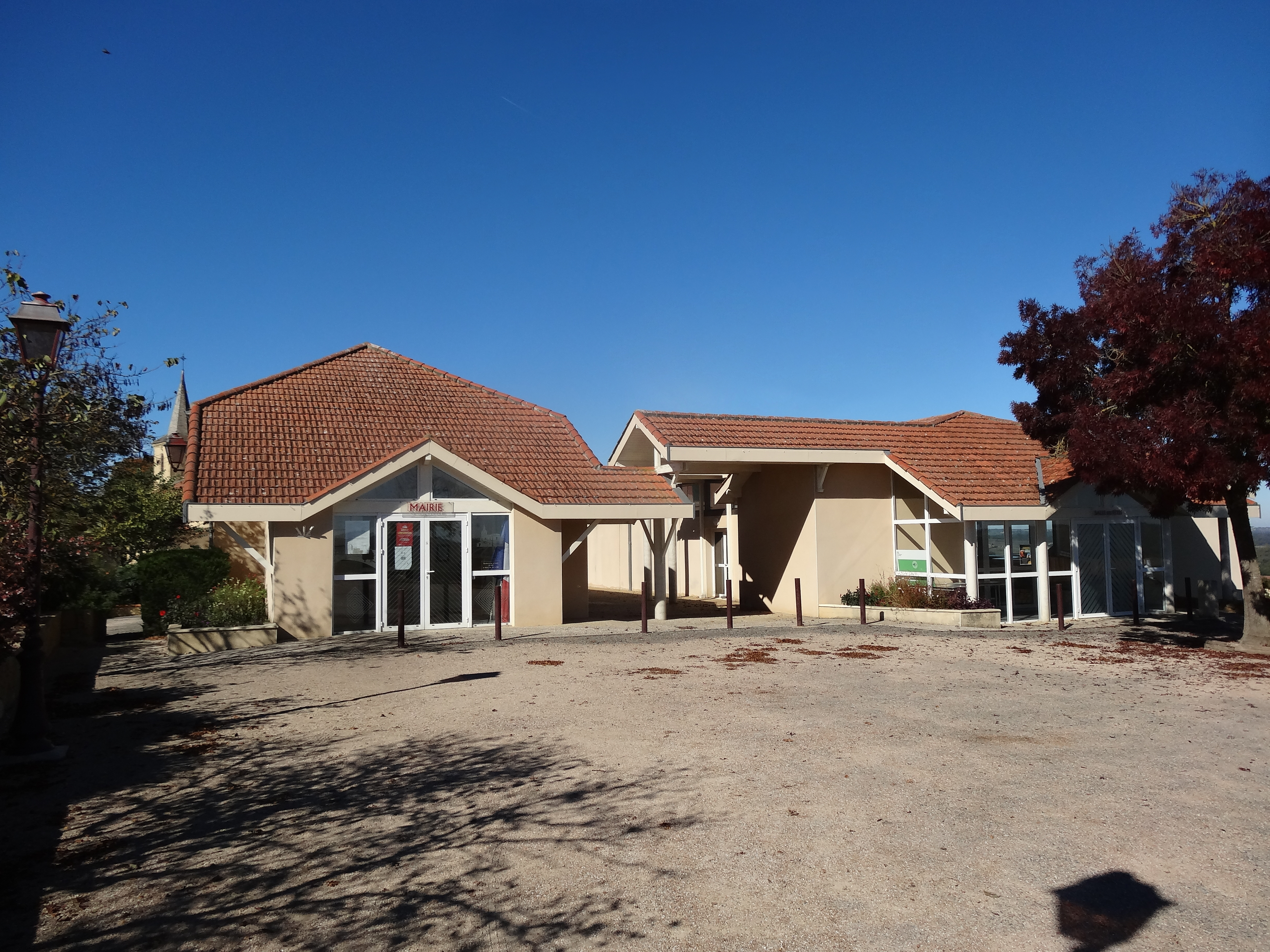
La mairie (à gauche) et la salle des fêtes (à droite).

| Période                                  | Période  | Identité             | Étiquette | Qualité    |
| ---------------------------------------- | -------- | -------------------- | --------- | ---------- |
| 1812                                     | 1815     | Jean-Baptiste Liares |           |            |
| 1815                                     | 1820     | Bazille Brouste      |           |            |
| 1820                                     | 1832     | Henri Druillet       |           |            |
| 1832                                     | 1834     | Jean Broute          |           |            |
| 1834                                     | 1864     | Guillaume Hebrais    |           |            |
| 1864                                     | 1871     | Jean-Baptiste Peres  |           |            |
| 1871                                     | 1889     | Auguste Laborie      |           |            |
| 1889                                     | 1904     | Jacques Lescure      |           |            |
| 1904                                     | 1908     | Bertrand Mediamole   |           |            |
| 1908                                     | 1935     | Batiste Samaran      |           |            |
| 1935                                     | 1945     | Urbain Mediamole     |           |            |
| 1945                                     | 1959     | Jean Laforet         |           |            |
| 1959                                     | 1971     | Jean-Louis Dupuy     |           |            |
| 1971                                     | 1983     | Louis Lescure        |           |            |
| 1983                                     | 2020     | Alain Ribolléda      | DVG       | Professeur |
| 2020                                     | En cours | Philippe Lalanne     |           |            |
| Les données manquantes sont à compléter. |          |                      |           |            |

## Population et société

### Démographie
| 1793 | 1800 | 1806 | 1821 | 1831 | 1841 | 1846 | 1851 | 1856 |
| ---- | ---- | ---- | ---- | ---- | ---- | ---- | ---- | ---- |
| 122  | 287  | 439  | 403  | 531  | 493  | 476  | 428  | 420  |

| 1861 | 1866 | 1872 | 1876 | 1881 | 1886 | 1891 | 1896 | 1901 |
| ---- | ---- | ---- | ---- | ---- | ---- | ---- | ---- | ---- |
| 373  | 398  | 380  | 376  | 416  | 355  | 344  | 329  | 300  |

| 1906 | 1911 | 1921 | 1926 | 1931 | 1936 | 1946 | 1954 | 1962 |
| ---- | ---- | ---- | ---- | ---- | ---- | ---- | ---- | ---- |
| 282  | 268  | 210  | 225  | 240  | 224  | 219  | 209  | 187  |

| 1968 | 1975 | 1982 | 1990 | 1999 | 2004 | 2006 | 2009 | 2014 |
| ---- | ---- | ---- | ---- | ---- | ---- | ---- | ---- | ---- |
| 174  | 156  | 167  | 173  | 162  | 172  | 175  | 148  | 157  |

| 2019 | 2022 | - | - | - | - | - | - | - |
| ---- | ---- | - | - | - | - | - | - | - |
| 138  | 136  | - | - | - | - | - | - | - |

### Enseignement
Il n'y a pas d'école à Durban. L'enseignement élémentaire est regroupé avec les communes d'Ornézan, Sansan, Traversères, Boucagnères et Orbessan. L'école maternelle est située à Orbessan tandis que l'école primaire se situe à Ornézan. Le centre de loisirs le plus proche est celui de Seissan.

### Manifestations culturelles et festivités
Fête patronale : 1er dimanche de juin.

## Économie

### Emploi
|                | 2008  | 2013  | 2018  |
| -------------- | ----- | ----- | ----- |
| Commune        | 4,1 % | 5,2 % | 6,3 % |
| Département    | 6,1 % | 7,5 % | 8,2 % |
| France entière | 8,3 % | 10 %  | 10 %  |

En 2018, la population âgée de 15 à 64 ans s'élève à 84 personnes, parmi lesquelles on compte 84,8 % d'actifs (78,5 % ayant un emploi et 6,3 % de chômeurs) et 15,2 % d'inactifs,. Depuis 2008, le taux de chômage communal (au sens du recensement) des 15-64 ans est inférieur à celui de la France et du département.
La commune fait partie de la couronne de l'aire d'attraction d'Auch, du fait qu'au moins 15 % des actifs travaillent dans le pôle,. Elle compte 31 emplois en 2018, contre 43 en 2013 et 33 en 2008. Le nombre d'actifs ayant un emploi résidant dans la commune est de 69, soit un indicateur de concentration d'emploi de 44,4 % et un taux d'activité parmi les 15 ans ou plus de 59,8 %.
Sur ces 69 actifs de 15 ans ou plus ayant un emploi, 22 travaillent dans la commune, soit 32 % des habitants. Pour se rendre au travail, 80 % des habitants utilisent un véhicule personnel ou de fonction à quatre roues, 3,1 % s'y rendent en deux-roues, à vélo ou à pied et 16,9 % n'ont pas besoin de transport (travail au domicile).

### Activités hors agriculture
10 établissements sont implantés  à Durban au 31 décembre 2019.
Le secteur de la construction est prépondérant sur la commune puisqu'il représente 30 % du nombre total d'établissements de la commune (3 sur les 10 entreprises implantées  à Durban), contre 14,6 % au niveau départemental.

### Agriculture
La commune est dans le « Haut-Armagnac », une petite région agricole occupant le centre du département du Gers. En 2020, l'orientation technico-économique de l'agriculture  sur la commune est la combinaisons de granivores (porcins, volailles).
|               | 1988  | 2000  | 2010  | 2020  |
| ------------- | ----- | ----- | ----- | ----- |
| Exploitations | 33    | 23    | 21    | 19    |
| SAU (ha)      | 1 300 | 1 401 | 1 115 | 1 502 |

Le nombre d'exploitations agricoles en activité et ayant leur siège dans la commune est passé de 33 lors du recensement agricole de 1988  à 23 en 2000 puis à 21 en 2010 et enfin à 19 en 2020, soit une baisse de 42 % en 32 ans. Le même mouvement est observé à l'échelle du département qui a perdu pendant cette période 51 % de ses exploitations,. La surface agricole utilisée sur la commune a quant à elle augmenté, passant de 1 300 ha en 1988 à 1 502 ha en 2020. Parallèlement la surface agricole utilisée moyenne par exploitation a augmenté, passant de 39 à 79 ha.

## Culture locale et patrimoine

### Lieux et monuments
- Motte castrale et ruines du château des comtes d'Astarac[37]. Une salle de 14 m de long, dans laquelle s’ouvrent quatre arches, dont deux en bon état, est située derrière une courtine de 2 m d'épaisseur. La courtine ouest, très courte, était dominée par un donjon dont il ne reste que la base. Pièce maîtresse des possessions comtales d’Astarac, la forteresse est citée en 1244, avec Castelnau-Barbarens, Lasseube-Propre, Moncassin et Simorre, dans l’hommage rendu par le comte Centulle II et sa mère Segnis de Lomagne au comte de Toulouse pour l’ensemble du comté[38].

Le château
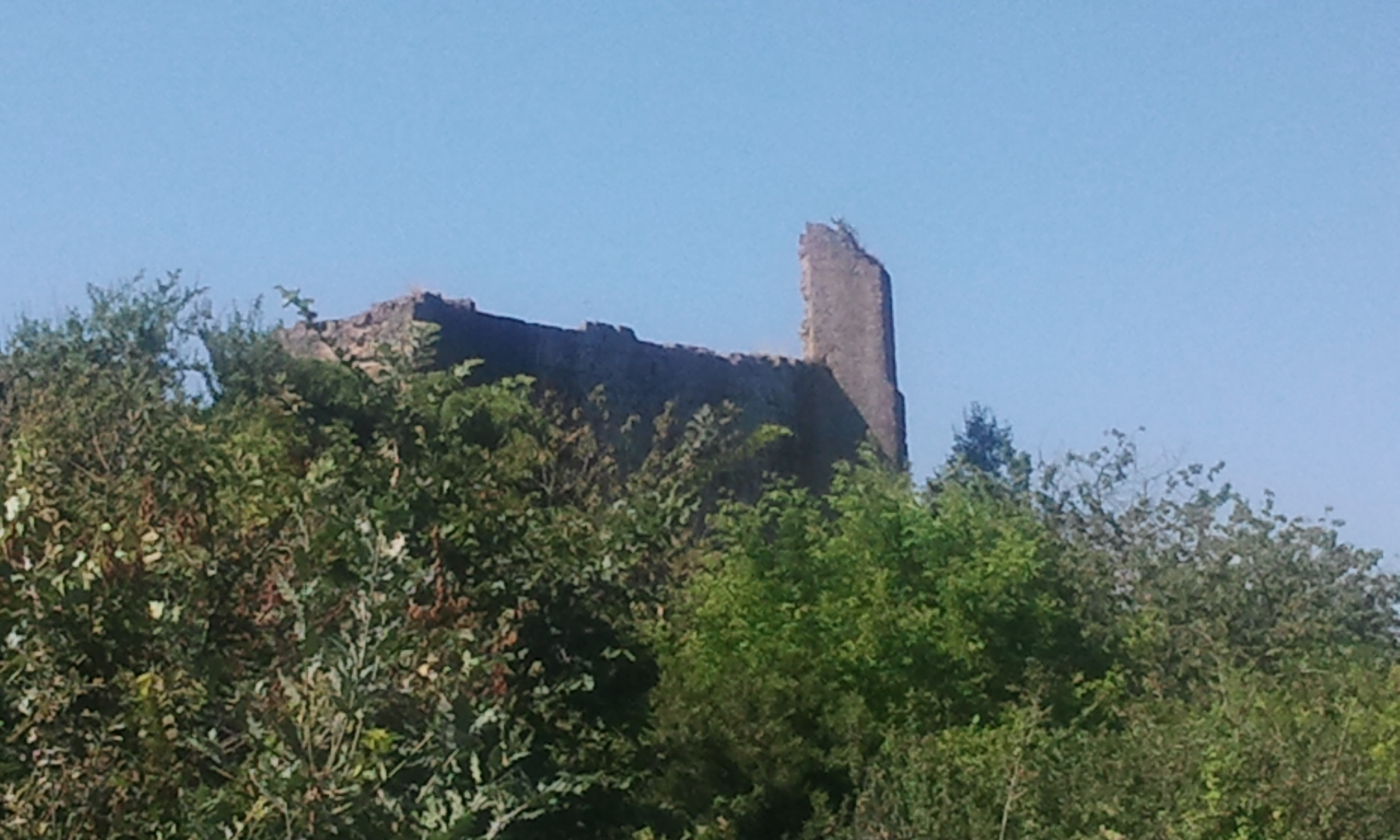
Les ruines du château.
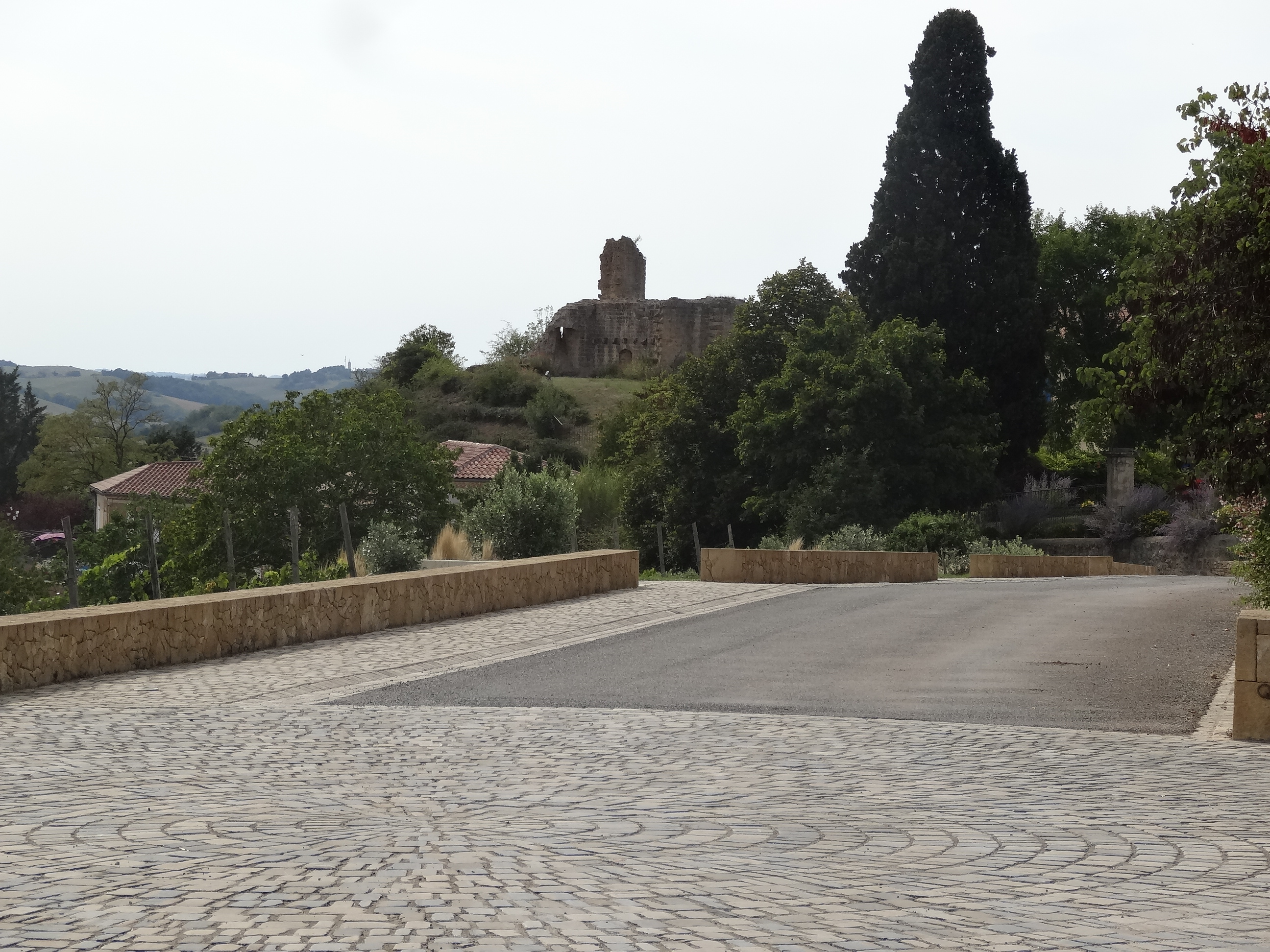
L'édifice vu depuis le village.

- Château de Marteret. La gentilhommière visible sur la carte de Cassini n’est plus aujourd’hui qu’un bâtiment quadrangulaire en partie ruiné à l'ouest. Propriété privée, ne se visite pas.
- Château de Montagnan. L’habitat principal et les annexes agricoles s’organisent autour d’une cour centrale quadrangulaire. L’ensemble, qui prend plus l’aspect d’une exploitation agricole qu’une véritable demeure seigneuriale, est en place au milieu du XVIIIe siècle car le sieur de Luppé, marquis de Garrané, « tient la maison de Montaignan, basse-cour, granges, pigeonnier, jardin, écuries »[39] en 1767[40]. Propriété privée, ne se visite pas.
- Moulin à vent à l’entrée est du village. Visible sur la carte d'état-major, il était associé à un logement destiné au meunier. Il a été reconstruit sur son emplacement d'origine de 2017 à 2018. Un fournil a également été édifié.

Le moulin à vent
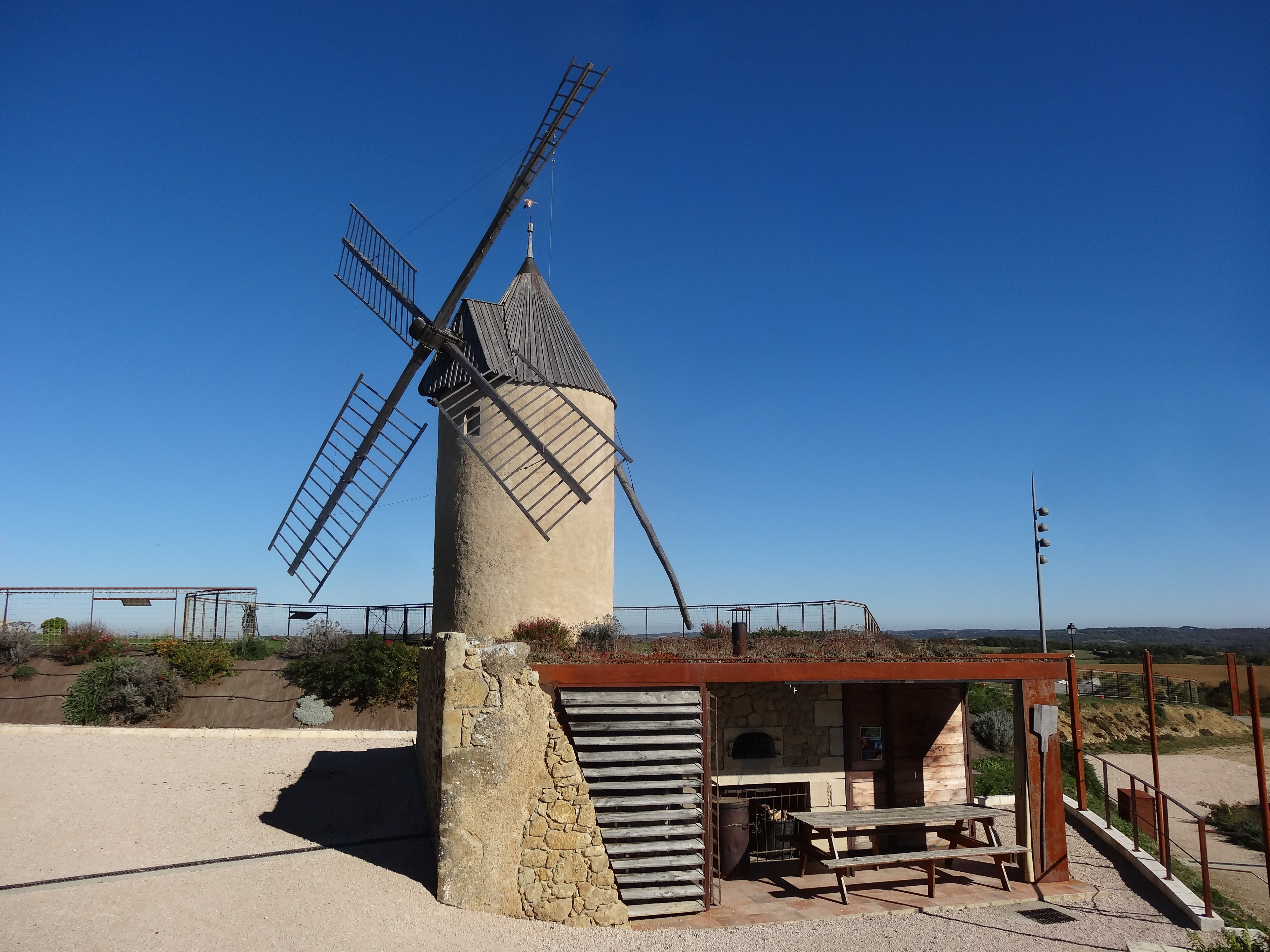
Le moulin et son fournil.
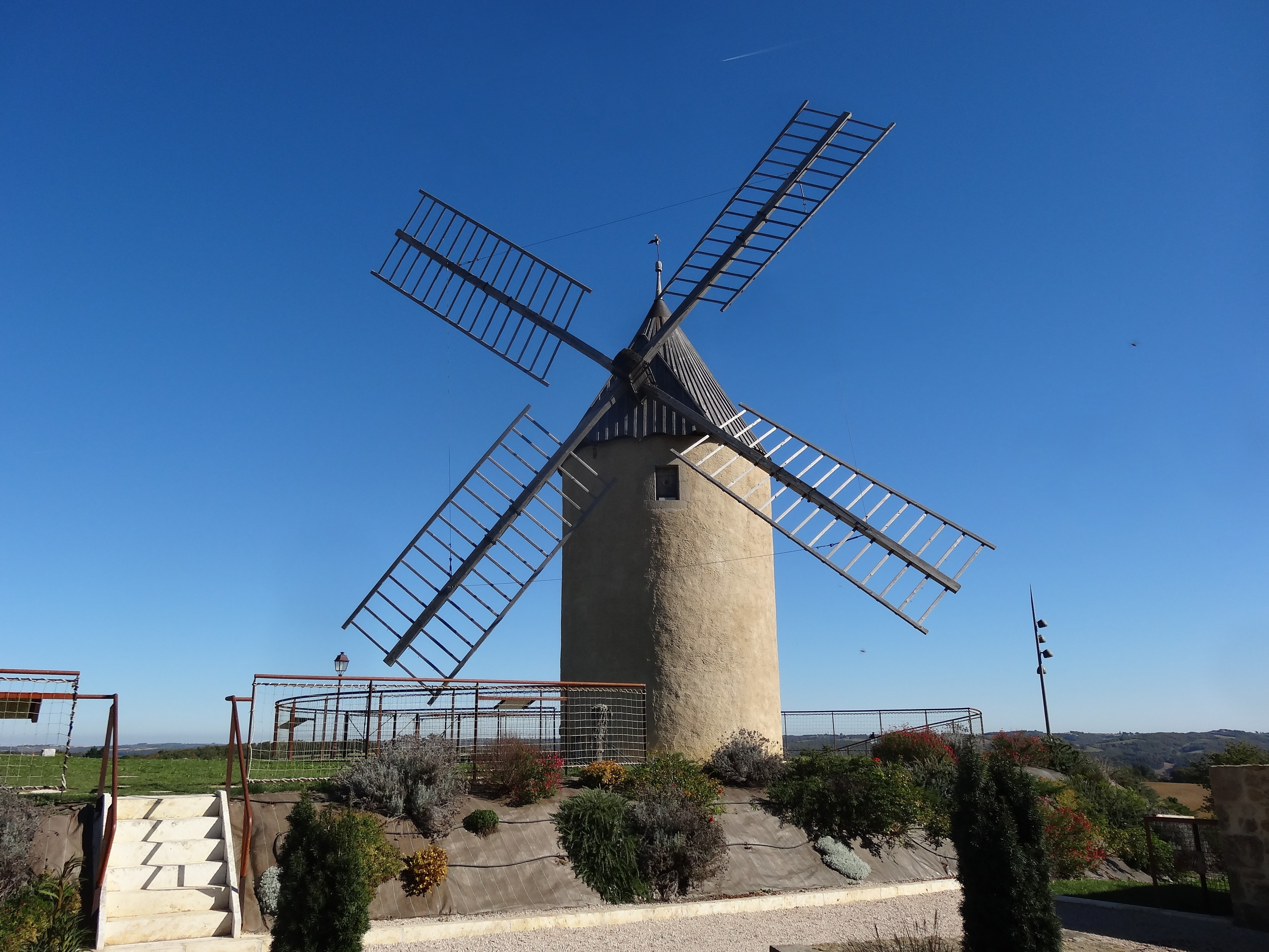
Vue de face...
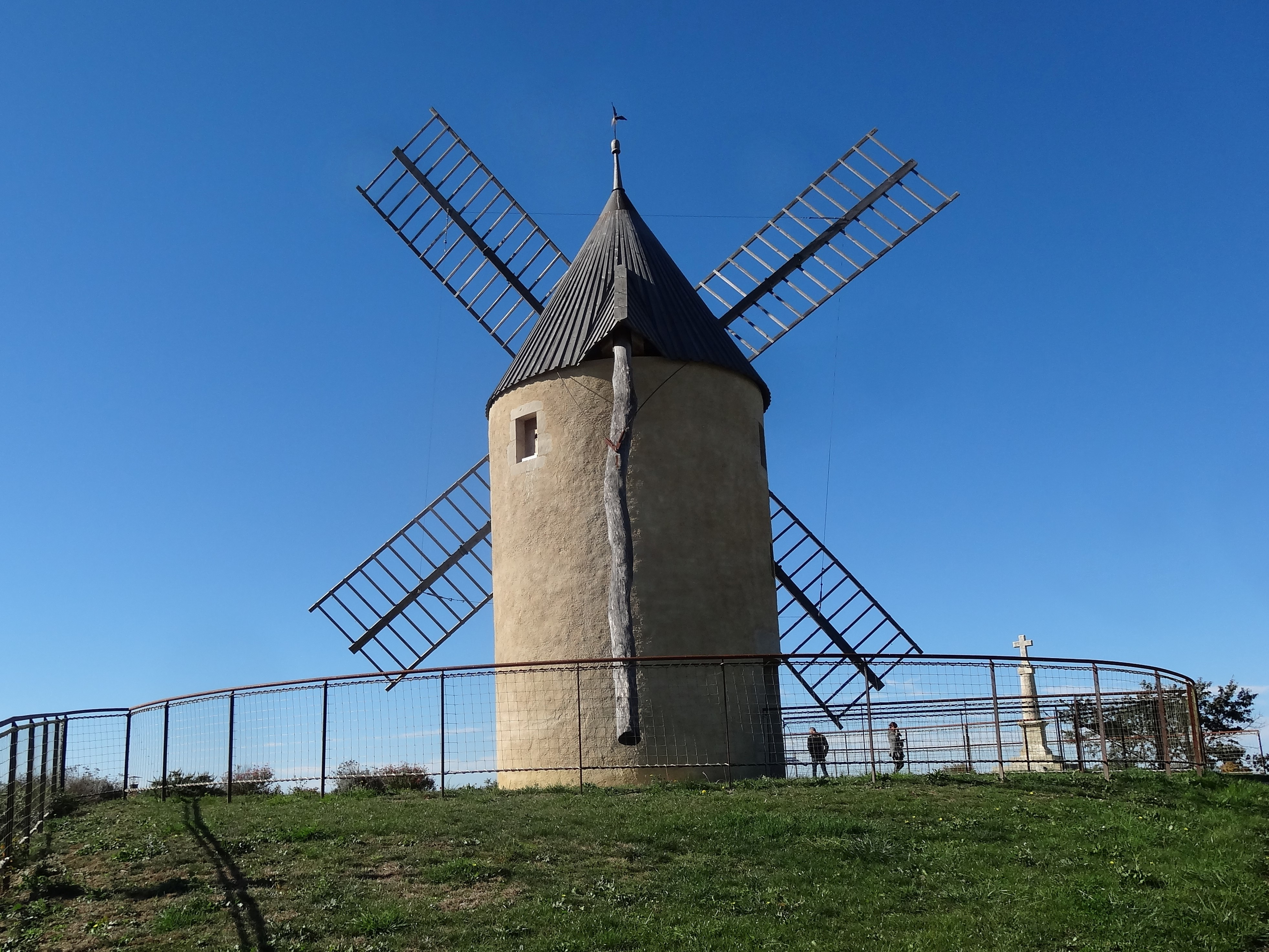
.. et vue de dos.
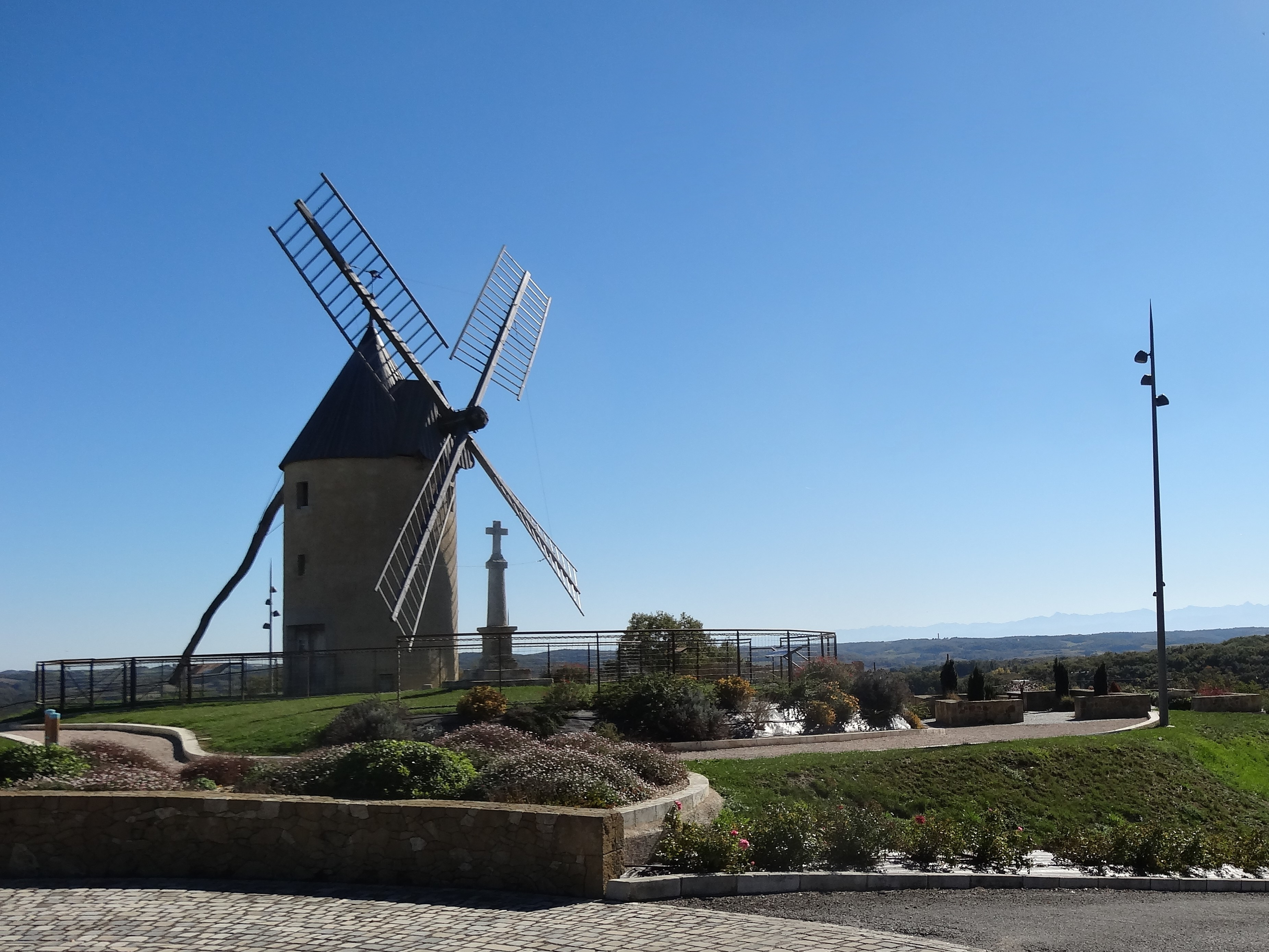
Le moulin et la croix adjacente vus depuis la rue principale.
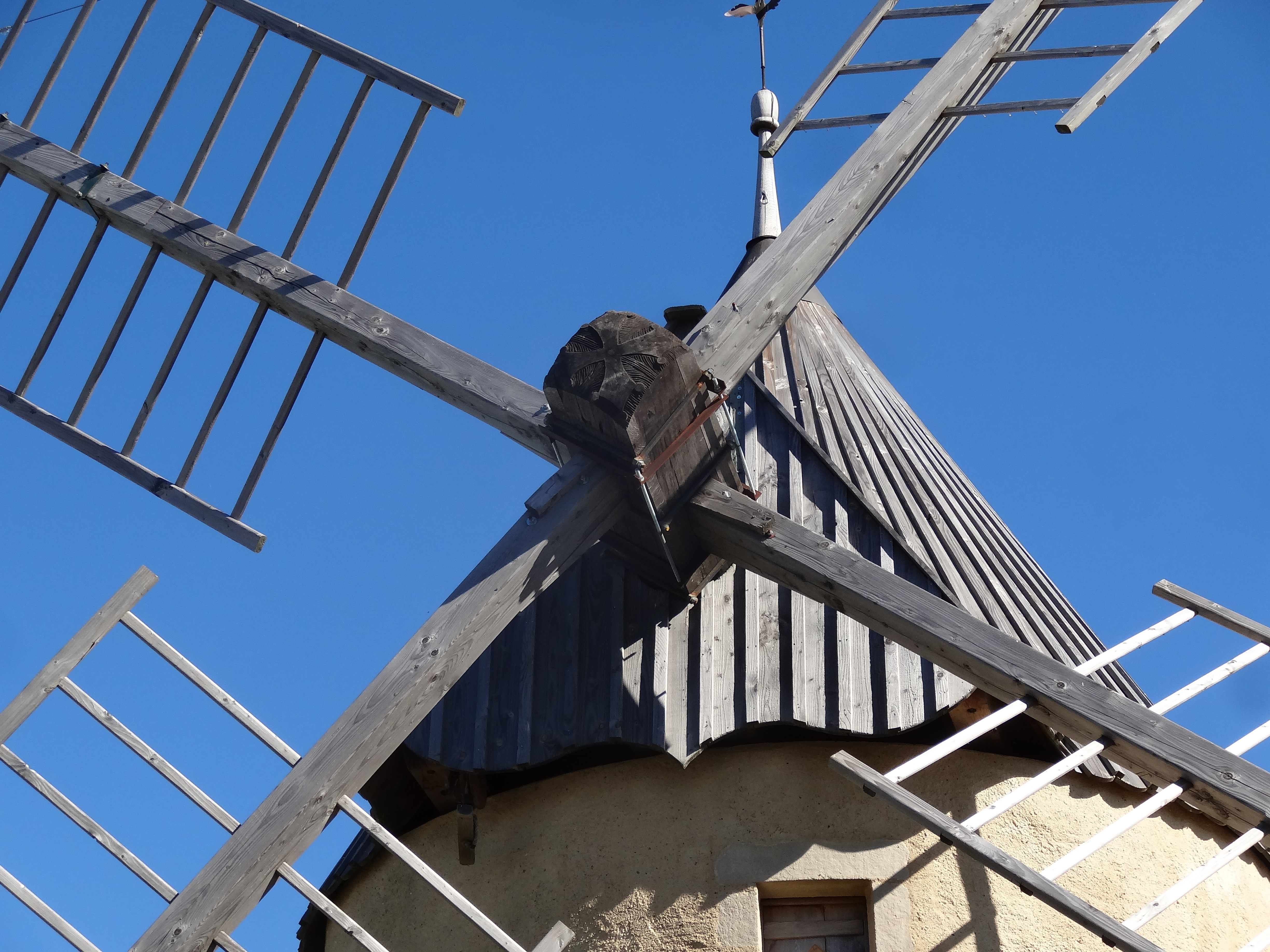
Croix occitane sur le bois.

- Église Sainte-Gemme du XIXe siècle[32].

L'église Sainte-Gemme
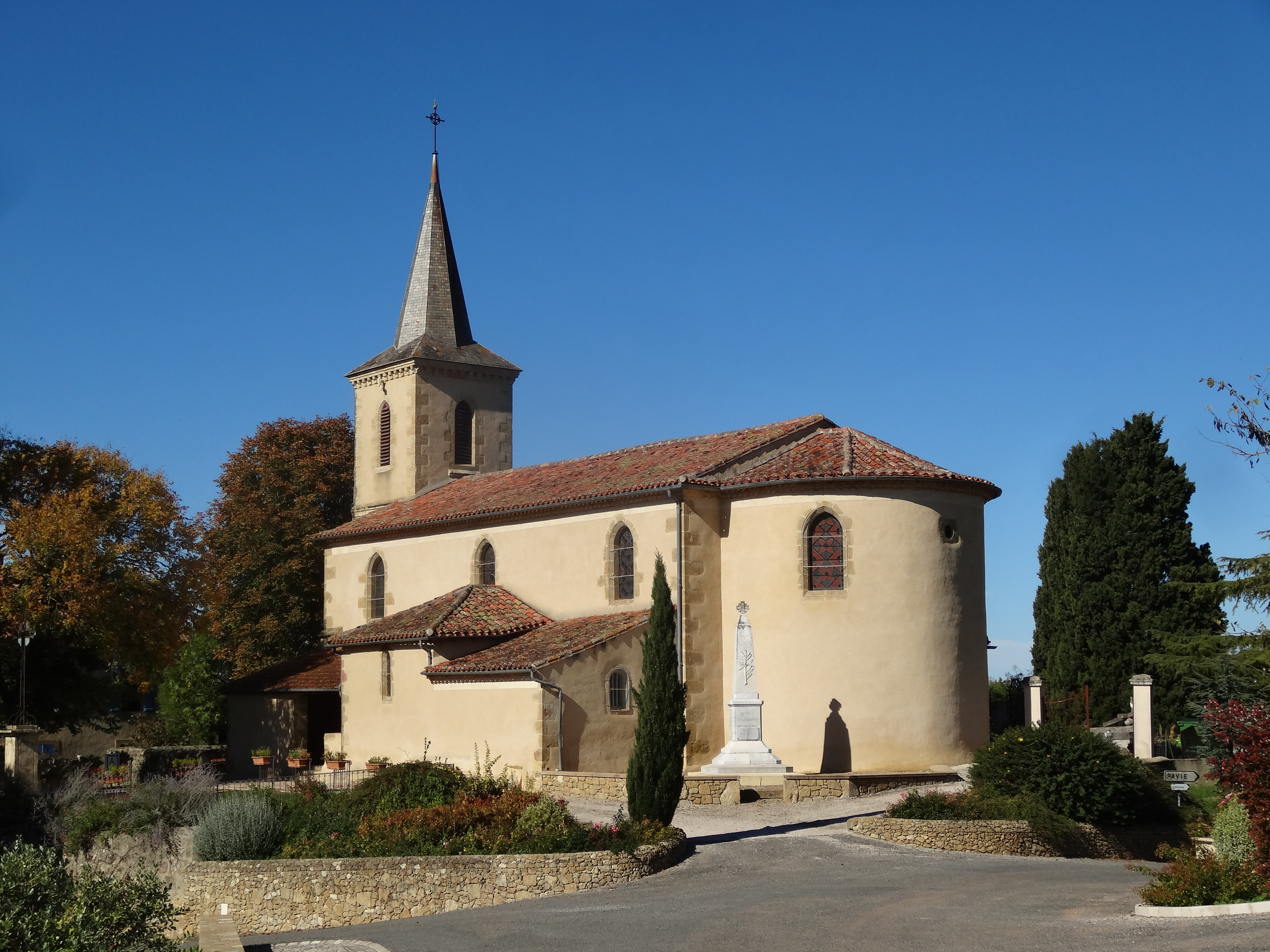
L'église.
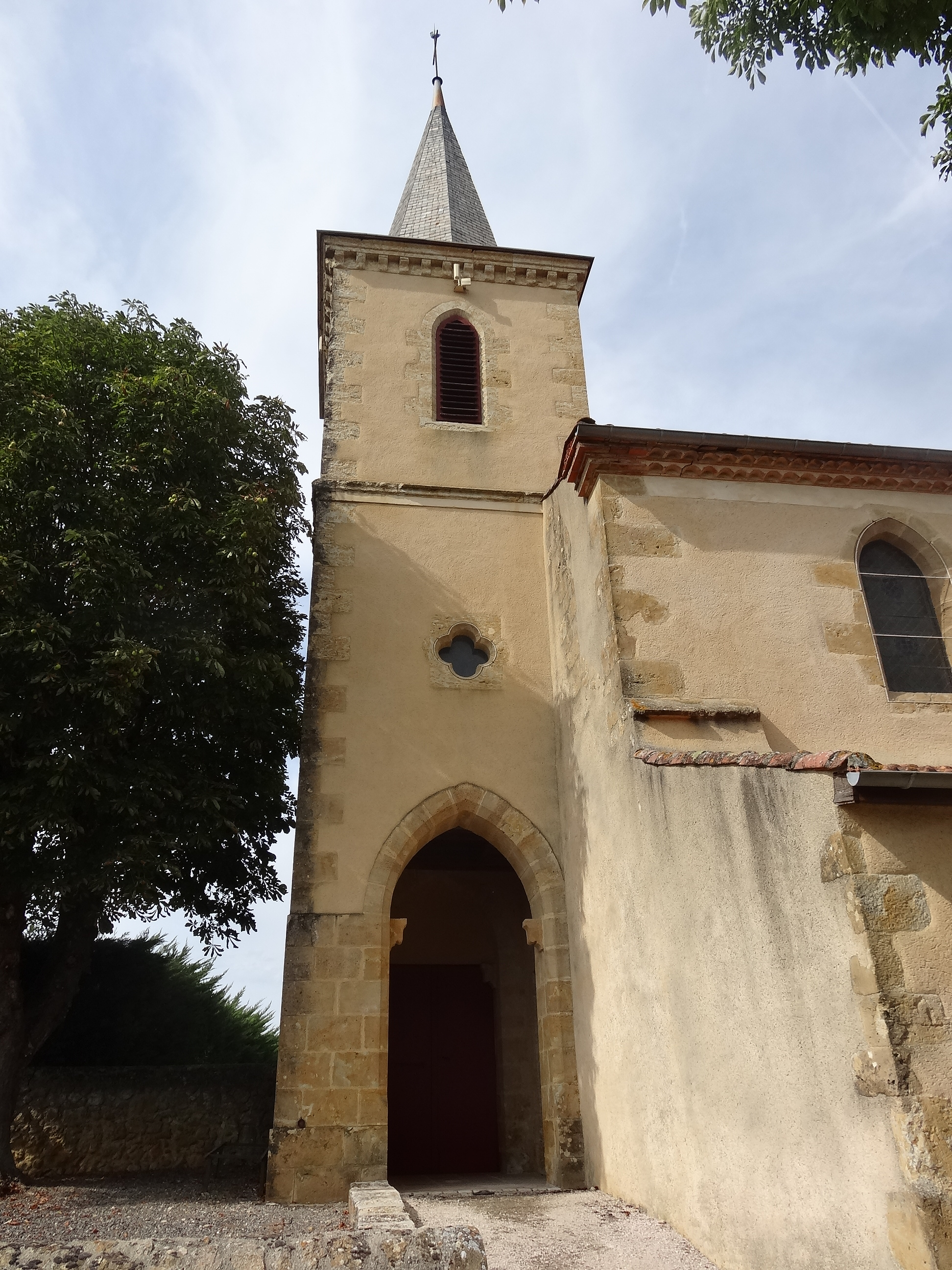
Le clocher en 2017.
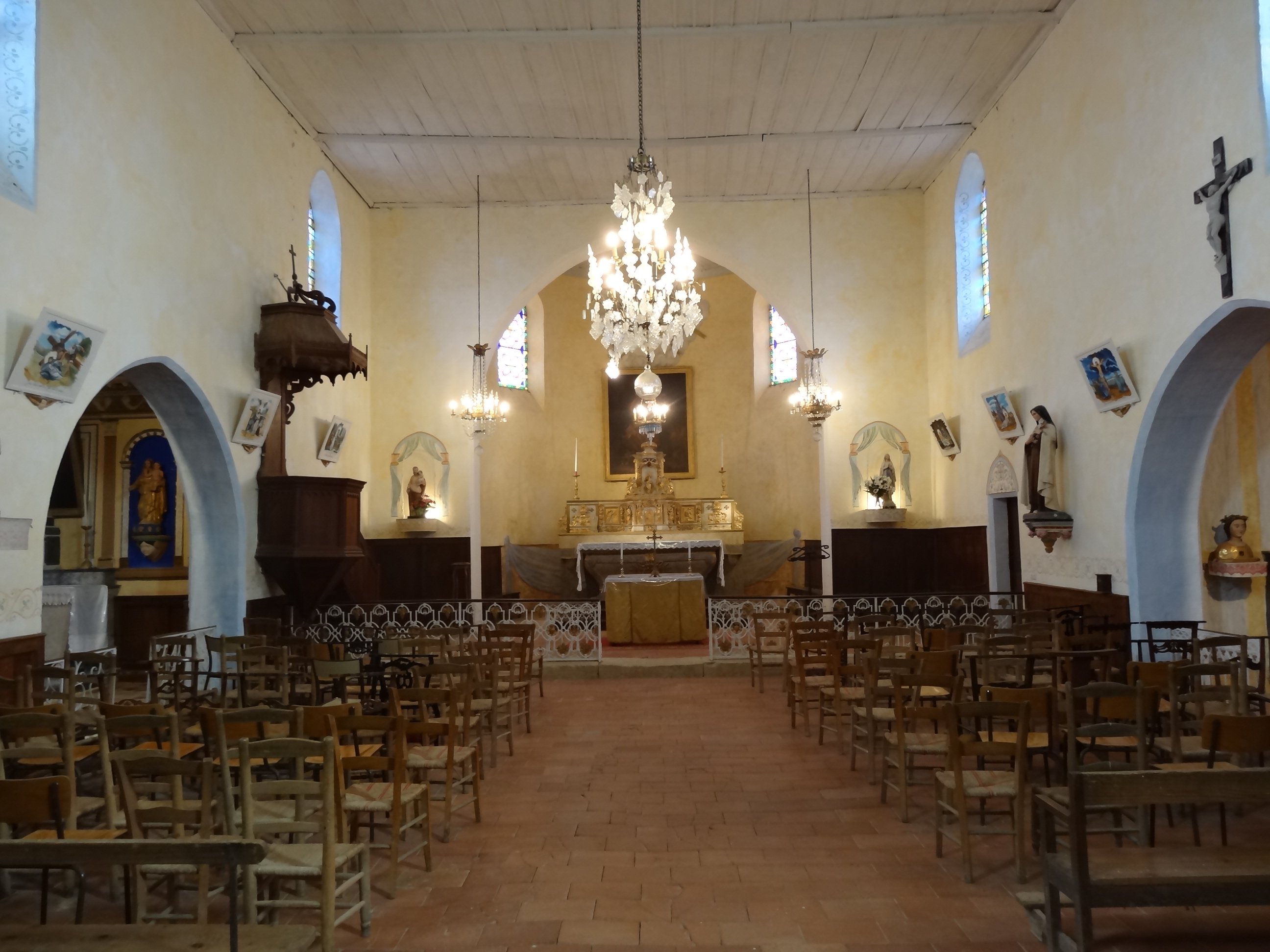
La nef et le chœur.
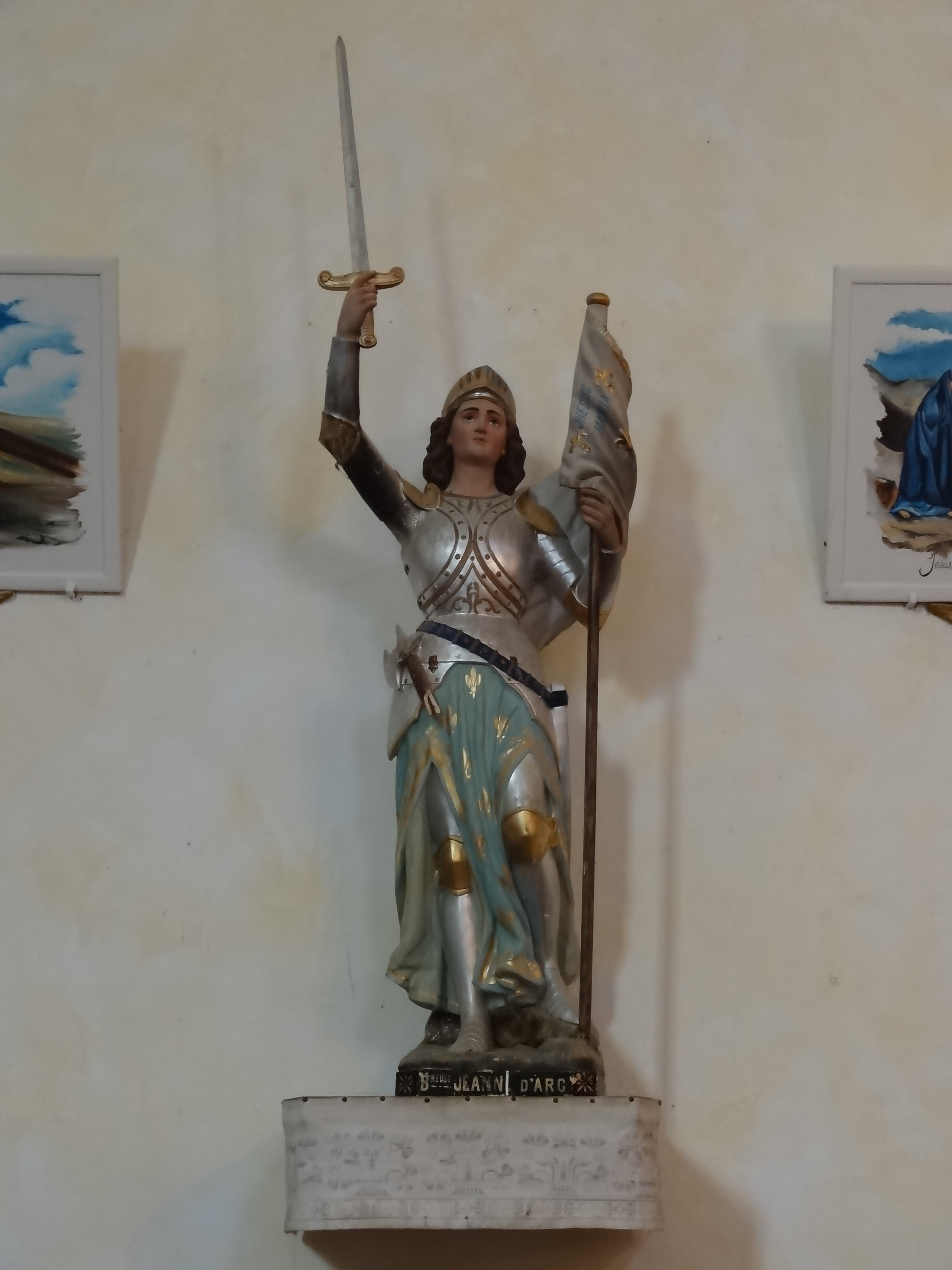
Sainte Jeanne d'Arc.

- Plusieurs croix disséminées sur la commune.

Croix à Durban
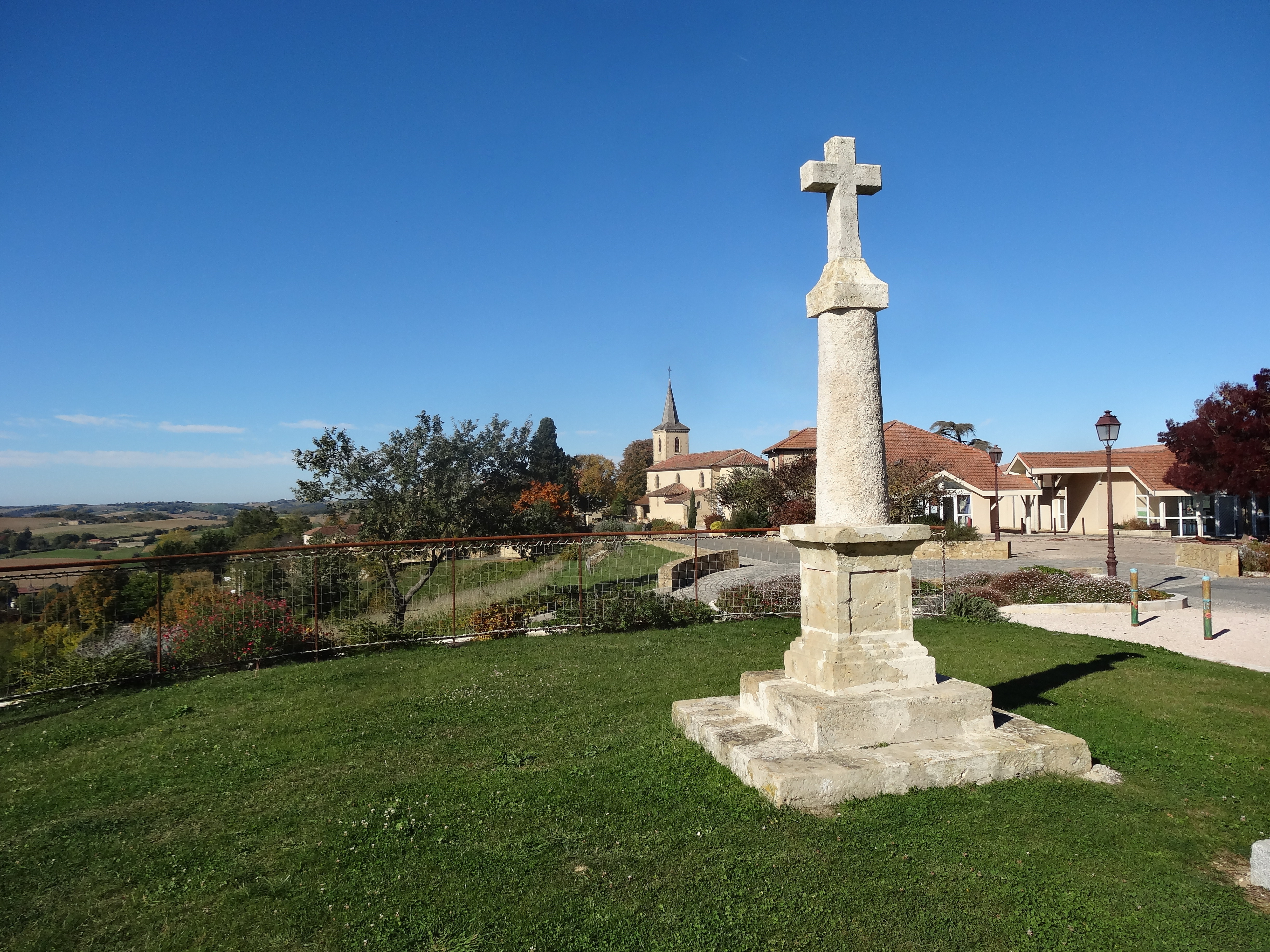
Croix à côté du moulin.
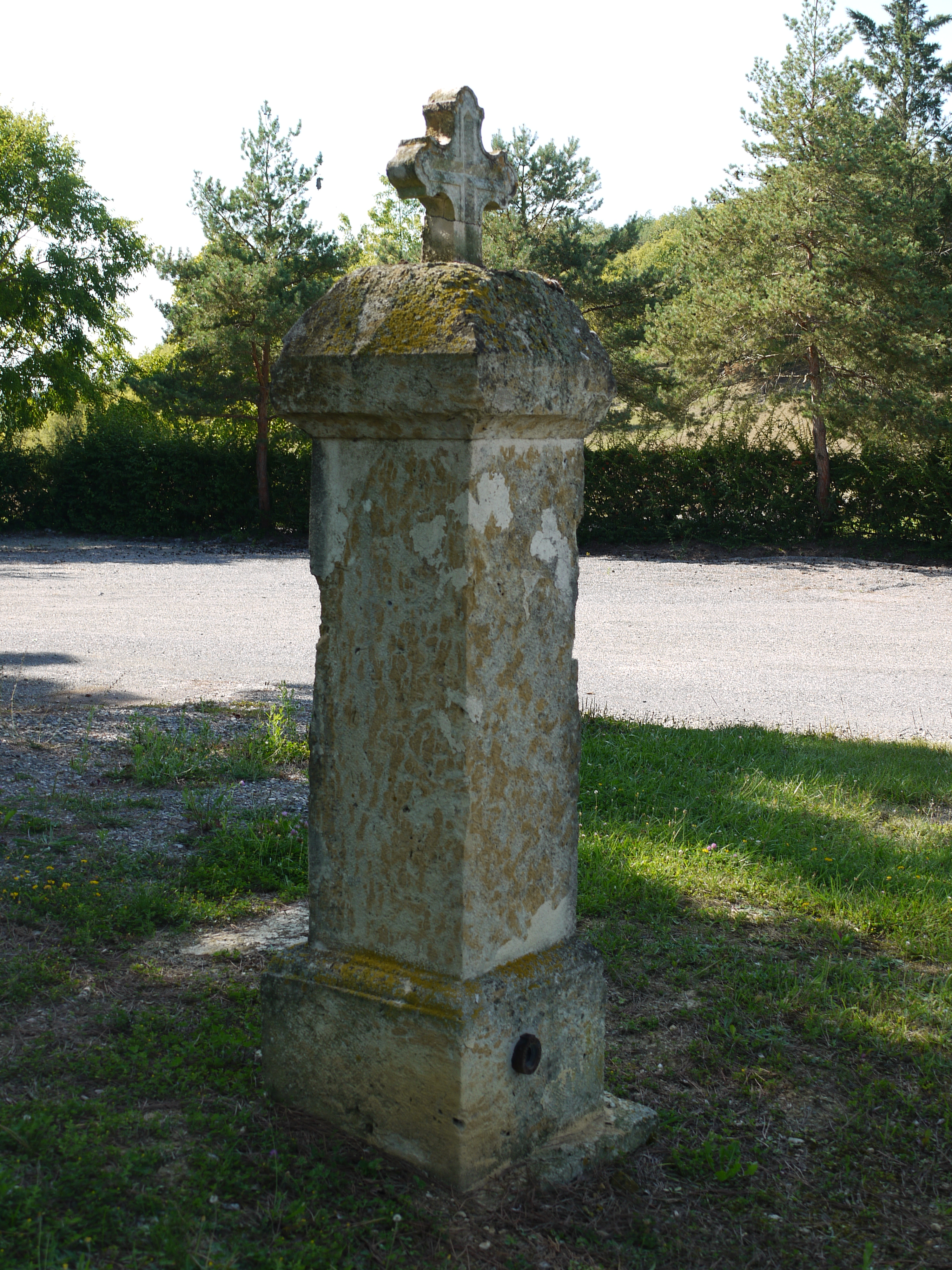
Croix de chemin.
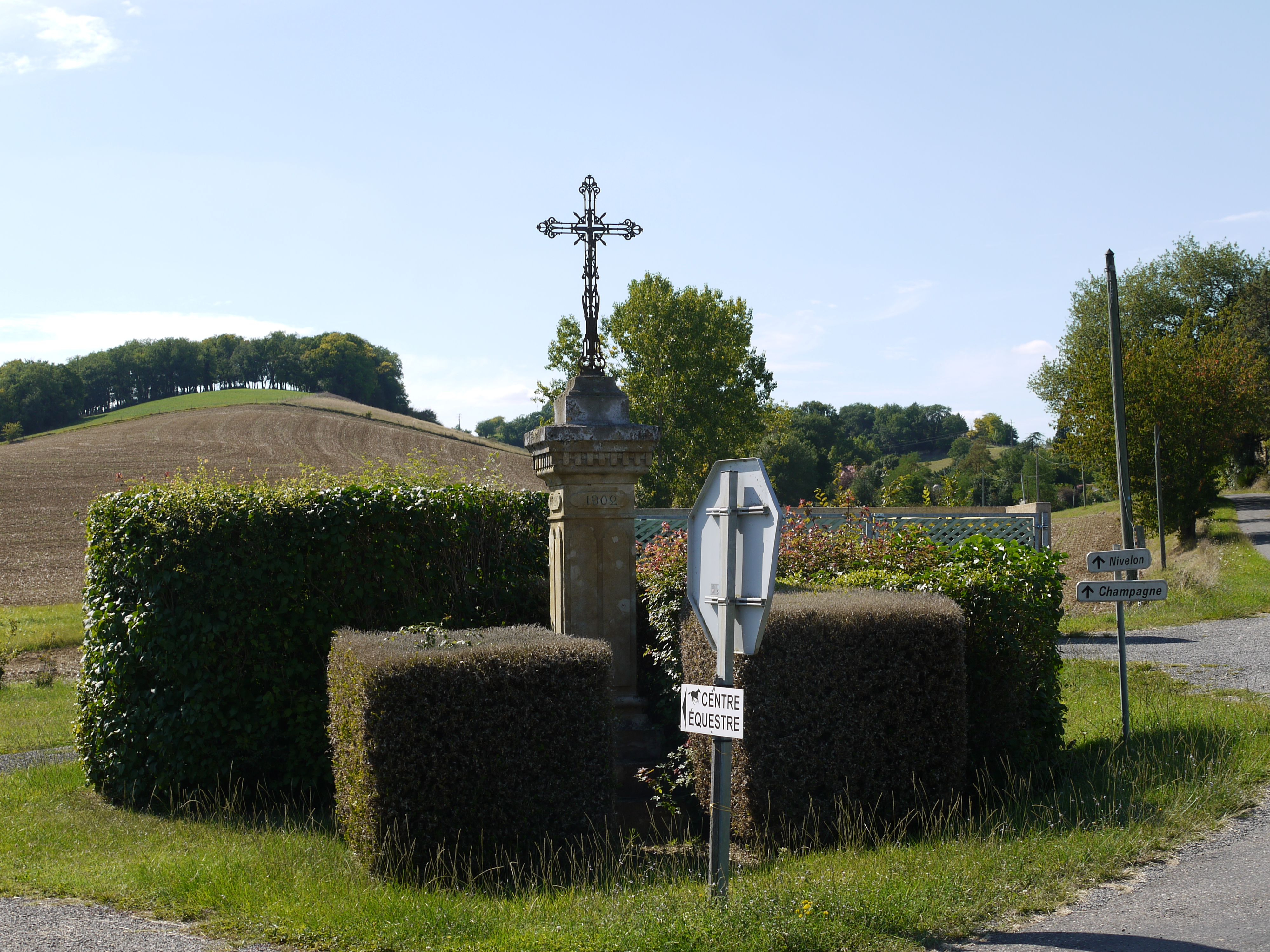
Croix en bordure de la D504.

- Fontaine Sainte-Gemme de Lagane : fontaine intarissable, objet d'un ancien pèlerinage[32].
- Moulin à vent de Durban[41], reconstruit en 2018 sur les ruines du moulin du XVIIIe siècle.

Autres lieux et monuments
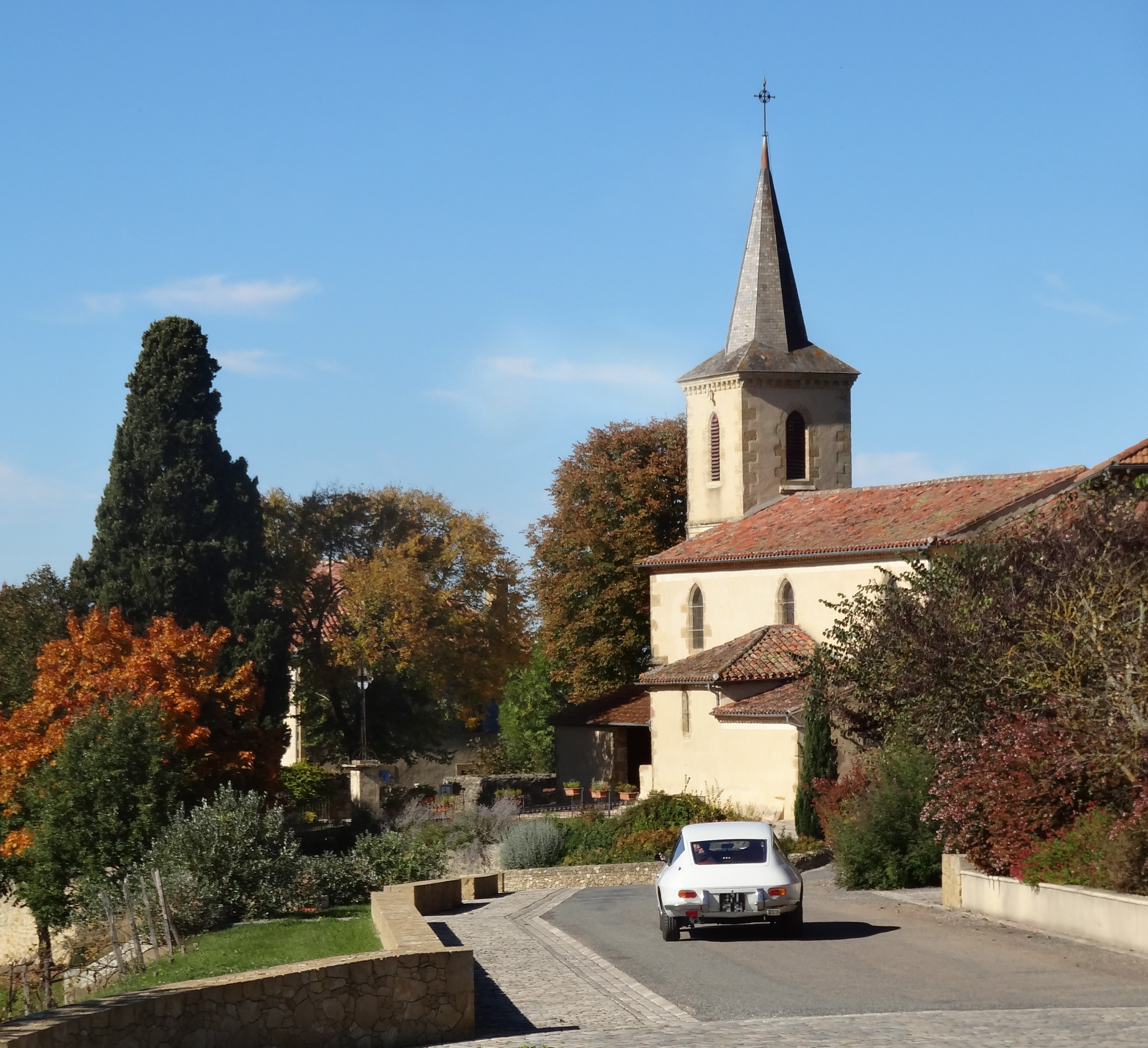
La rue principale et l'église.
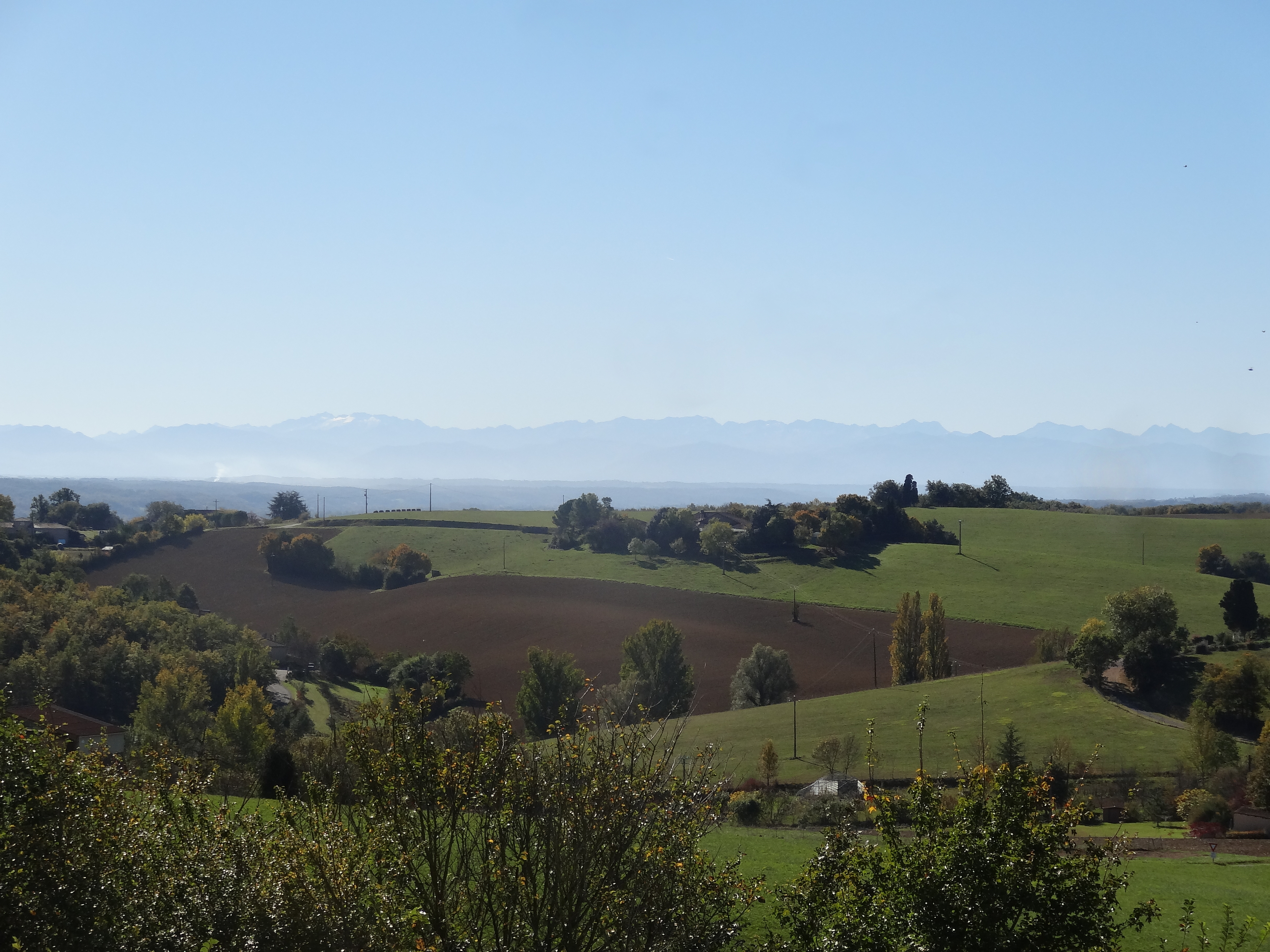
Point de vue sur les Pyrénées.